# The Soldier
The Soldier – album studyjny amerykańskiego perkusisty jazzowego Billy’ego Higginsa, wydany w 1981 roku przez Timeless Records.

## Lista utworów
Opracowano na podstawie materiału źródłowego.
Wydanie LP
Strona A
| Nr | Tytuł utworu      | Słowa                      | Muzyka       | Długość |
| -- | ----------------- | -------------------------- | ------------ | ------- |
| 1. | „Sugar and Spice” |                            | Monty Waters | 4:50    |
| 2. | „Midnite Waltz”   |                            | Cedar Walton | 9:47    |
| 3. | „Just in Time”    | Betty Comden, Adolph Green | Jule Styne   | 5:45    |
|    |                   |                            |              | 20:22   |

Strona B
| Nr | Tytuł utworu              | Słowa       | Muzyka        | Długość |
| -- | ------------------------- | ----------- | ------------- | ------- |
| 1. | „If You Could See Me Now” | Carl Sigman | Tadd Dameron  | 7:20    |
| 2. | „Peace”                   |             | Horace Silver | 5:17    |
| 3. | „Sonny Moon for Two”      |             | Sonny Rollins | 6:43    |
|    |                           |             |               | 19:20   |

## Twórcy
Opracowano na podstawie materiału źródłowego.
Muzycy:
- Billy Higgins – perkusja
- Monty Waters – saksofon altowy
- Cedar Walton – fortepian
- Walter Booker – kontrabas
- Roberta Davis – śpiew

Produkcja:
- Cedar Walton – produkcja muzyczna
- Will Tilghman – inżynieria dźwięku